# Erich A. Klauck
Erich Adolf Klauck (* 24. März 1897 in Danzig; † 30. Juni 1979 in Freistatt) war ein deutscher Maler des expressiven Realismus und Vertreter der zweiten expressionistischen Generation.

## Leben
Erich A. Klauck wurde in Danzig, der Hauptstadt der damaligen Provinz Westpreussen geboren. Sein Großvater war Bildhauer (Figuren für Altäre und Passionswege). Da Klauck ebenfalls Künstler werden wollte, brach er die Schule vorzeitig ab und besuchte ab 1913 in Danzig die Meisterklasse der Kunstgewerbeschule und die Technische Universität zu Danzig. Seine künstlerische Ausbildung wurde durch den Ausbruch des Ersten Weltkrieges unterbrochen. Klauck meldete sich 17-jährig freiwillig zum Militärdienst und kam bei militärischen Einsätzen in ihm bisher unbekannte Regionen Europas, insbesondere auf den Balkan. Dessen leuchtende Farben prägten seine malerische Anschauung später stark. Nach Rückkehr aus dem Krieg führte er bis 1924 seine künstlerische Ausbildung in Danzig bei Fritz Pfuhle fort, der von 1910 bis 1930 die Professur für Malerei an der Technischen Universität innehielt.
Ausstellungen im deutschen Osten machten Klauck bekannt, unter anderem als Porträtist. Ab 1925 lebte er mehrfach für einige Monate in der damals bedeutenden Künstlerkolonie Nidden (heute Nida/Litauen).  Klauck schloss dort Freundschaft mit dem fünf Jahre älteren Maler Ernst Mollenhauer. Durch die Verbindungen von Mollenhauer und insbesondere seiner Frau Hedwig Blode zu vielen bekannten Künstlern der Zeit kam auch Klauck in Kontakt und engen künstlerischen Austausch u. a. mit dem Expressionisten Otto Beyer, der ebenfalls zeitweise in Nidden lebte.
Klauck nahm ab 1941 am Zweiten Weltkrieg teil, vermutlich an der Westfront in Frankreich, wie spätere Bildmotive vermuten lassen. Nach dem Krieg lebte Klauck in Oberbayern – andere Quellen nennen Wien. Ca. 1950 wurde er in Hüde am Dümmersee, einem kleinen Dorf in Niedersachsen, ansässig. Er betrieb hier ein „Atelier für Malerei“ am Rohrdrommelweg. Klaucks bunt bemaltes Wohnhaus stand Gästen aus dem In- und Ausland gastfrei offen. Viele ausgiebige Feiern, auch tagelang, waren Teil seines künstlerischen Selbstverständnisses und Lebensentwurfes.
Klauck hatte 3 Kinder aus einer ersten Ehe. Er war in zweiter Ehe verheiratet mit der Grafikerin Erika Klauck, geborene Göbel. Sie wurde am 30. Juni 1900 als Tochter des Landmessers Arnold Göbel und seiner Ehefrau Maria in Trier geboren. Die Ehe blieb kinderlos. In Folge einer Krebserkrankung verstarb Erika Klauck 1970 in Diepholz, ihre letzte Ruhestätte befindet sich auf dem Friedhof in Burlage.
Nach Auflösung seines Ateliers (1970/1971) wohnte Klauck kurzzeitig im ehemaligen Hotel „Offerhaus“ in Hüde, danach zwei Jahre in einem Altenheim in Affinghausen. 1973 siedelte er nach Freistatt in eine Einrichtung für nicht Sesshafte über und verstarb mittellos am 30. Juni 1979. Er ist in Freistatt begraben.

## Malerei

### Frühe Phase, 1919–1949
Es gibt nur wenige Bilder, die aus dieser Periode erhalten sind, denn viele Bilder dieser Zeit sind im Zweiten Weltkrieg verloren gegangen. Der kriegsbedingte Verlust fast des gesamten künstlerischen Werkes bis 1945 ist nicht untypisch für viele Maler dieser Generation aus den ehemals deutschen Ostgebieten. Klauck berichtete selber, dass sein Atelier in Danzig durch einen Bombenangriff vernichtet wurde und damit auch etwa 400 dort gelagerte Gemälde von ihm. 
Klauck machte sich unter anderem als Porträtist einen Namen. So malte er in Königsberg die Kinder des damals berühmten Carl Friedrich Goerdeler, dem späteren Oberbürgermeister von Leipzig (1945 als Widerstandskämpfer vom NS-Regime hingerichtet). Aufträge erhielt Klauck aus dem Danziger Rathaus und aus Königsberg. Aus diesen frühen Jahren sind impressionistisch anmutende Werke, aber auch realistische und altmeisterlich filigrane Gemälde und Werk-Kopien nachweisbar, z. B. Madonna della sedia nach Raffael, die das ausgeprägte Beherrschen der verschiedensten Maltechniken des Künstlers belegen.
Unter dem Einfluss der avantgardistischen Künstlerkolonie Nidden (insbesondere durch Ernst Mollenhauer und Karl Eulenstein) entwickelte sich Klaucks zunehmendes Interesse für den expressionistischen Malstil, der seitdem sein Werk dominiert. Klaucks Bilder blieben stets gegenständlich, meistens mit kräftigen, leuchtenden Farben. Einige seiner Werke wurden im Winter 1945 in Nidden zerstört. Nach Krieg und Kriegsgefangenschaft in Frankreich entstanden in Oberbayern großformatige, farbstarke expressive Gemälde, zum Teil auch mit intensiv erotischem Charakter. Manche Motive sind mit französischen Schriftzügen versehen. Es ist anzunehmen, dass Klauck hier die Eindrücke seiner Zeit in Frankreich während und nach dem Krieg zu den Themen seiner Bilder machte.

### Späte Phase, 1950–1973
Nach der Umsiedlung nach Niedersachsen entstanden ab 1951 viele groß- und mittelformatige, meist farbkräftige Bilder, die überwiegend in der Tradition der ehemaligen expressionistischen Künstlergruppen „Brücke“ und „Blauer Reiter“ stehen. Die frühen Expressionisten werden dabei von Klauck nicht kopiert, sondern in seinem Stil eines expressiven Realismus neu interpretiert. Thematisch dominieren neben Landschaftsbildern auch Akt-Darstellungen in Gruppen, Bordell-Szenen, Menschengruppen in Städten sowie Stadtansichten.
Es finden sich auch etliche Gemälde dieser späten Phase, die Bezug auf Klaucks frühere Zeit in Westpreußen, in Ostpreußen und insbesondere auf seine Zeit in der Künstlerkolonie Nidden nehmen. Mehrere, künstlerisch schwerer einzuordnende Gemälde finden sich auch in einem fast impressionistisch-gefälligen Stil mit Zugeständnissen an den Zeitgeist der 1960er-Jahre. Dieses betrifft (Auftrags-)Werke von Landschaften, Hütten und Blumen, die dem Geschmack der lokalen Käuferschaft entgegen gekommen sein dürften. Dennoch wurde Klauck von der ansässigen Bevölkerung schon zu Lebzeiten auf Grund seines unkonventionellen Lebensstils und seiner ganz überwiegend expressionistischen Malweise ehrfurchtsvoll der „Picasso vom Dümmersee“ genannt. Klauck malte Motive, die sich gut verkaufen ließen, in mehreren, sich stark ähnelnden Varianten. In einer Rezension der Zeitschrift Jordansprudel heißt es im Jahr 1968, Klaucks Malerei sei „…weit weg von allen Ismen, ohne zeitgemäßer Farb- und Formgebung gelegentlich nicht abhold zu sein“. Die Varianz im Malstil von Klauck ist wohl als Tribut an die Vorlieben der damaligen Käufer zu verstehen und war sicher auch wirtschaftlichen Zwängen geschuldet. Ein Rezensent der Neuen Westfälischen Zeitung schrieb, darauf Bezug nehmend: „Klauck ist einer der Maler, die sich im niederdeutschen Bereich ebenso heimisch, wie für die Interpretation dieser Landschaft berufen fühlen.“ Klauck soll mit diesen Gelegenheitsbildern vereinzelt auch Schulden bei Gastwirten oder Rechnungen von Handwerkern und Ärzten bezahlt haben.
Im Kontrast dazu stehen die vielen expressionistischen Werke (z. B. erotische Szenen, Dorf-Landschaften, Pferdejagden). Zunehmend finden sich im Spätwerk von Klauck auch Abstraktionen, ohne aber das Gegenständliche gänzlich aufzugeben.

## Rezeption
Klauck ist ein typischer Vertreter von Malern der zweiten expressionistischen Generation, für die der Kunsthistoriker Rainer Zimmermann (1920–2009) den Begriff der „Verschollenen Generation“ geprägt hat. In seinem Buch Deutsche Malerei des expressiven Realismus von 1925–1975 charakterisierte er damit Künstler der Jahrgänge 1890 bis 1914. Diese hatten – wie Klauck – schon in der Weimarer Zeit auf sich aufmerksam gemacht oder ihre Ausbildung beendet, konnten dann aber durch Nationalsozialismus und Krieg nicht die ihnen eigentlich zukommende Bedeutung erlangen. Hierzu trug bei, dass die expressionistischen Werke der Künstlerkolonie Nidden nach der Wiederaufnahme von Nidden in das Deutsche Reich im Jahr 1939 pauschal als „Entartete Kunst“ eingestuft wurden. Die Sammlung expressionistischer Werke, die Hermann Blode in seinem Künstlergasthof vor den nationalsozialistischen Bilderstürmern noch schützen konnte, wurden im Winter 1945 von sowjetischen Soldaten zur Befeuerung einer Sauna genutzt und dadurch vernichtet, darunter fast alle Werke von Ernst Mollenhauer, aber auch Arbeiten von Erich A. Klauck, Otto Beyer und Karl Eulenstein.
Klauck lehnte nach 1945 den Vertrieb seiner Bilder über eine Galerie strikt ab. Er brachte seine Bilder persönlich zu den Käufern. Auch dieser direkte Vertrieb der Bilder führte dazu, dass ein umfassendes Werkverzeichnis bisher nicht vorliegt. Klauck war sehr produktiv, sein Œuvre wird auf 1000–1500 Bilder geschätzt, da er die Bilder jahresweise auf der Bildrückseite nummerierte. Der größte Teil der Bilder befindet sich in Privatbesitz. Ein Teil der Bilder verkaufte Klauck auch direkt an niedersächsische Landesbehörden in der Landeshauptstadt Hannover oder an Bundesbehörden in der damaligen Bundeshauptstadt Bonn. Einige seiner Bilder befinden sich noch in deren Besitz, u. a. im Bundesministerium für Arbeit und Soziales (Berlin). Auch Ludwig Erhard (ehemaliger Bundeskanzler) erwarb von Klauck ein Gemälde. Ein Teil dieser Werke konnte als Leihgaben bei Retrospektiven in den Jahren 1997 und 2011 – mit Katalog – im Dümmer-Museum Lembruch gezeigt werden. Die im Rahmen dieser zwei Ausstellungen erfolgte Rezeption von Klauck als einem lediglich lokal bedeutenden niedersächsischen Maler verstellte viele Jahre lang den Blick auf sein grandioses expressionistisches Lebenswerk. Werke von Klauck wurden 2016 in der Ausstellung „Moor und Wasser“ in Lembruch aus dem eigenen Bestand des Dümmer-Museums gezeigt, welches in den letzten Jahren einige Werke erwerben konnte. Gemälde von Erich A. Klauck befinden sich auch in öffentlichen Gemäldesammlungen, so in den Beständen des LWL-Museums für Kunst und Kultur Münster, im Ostpreußischen Landesmuseums in Lüneburg und im Litauischen Nationalmuseum/Vilnius.